# Beate Klarsfeld
Beate Auguste Klarsfeld  (Berlim, 13 de fevereiro de 1939) é uma jornalista franco-alemã que, junto do marido, Serge Klarsfeld, ficaram conhecidos como "caçadores de nazistas", por terem encontrado o paradeiro de diversos criminosos de guerra nazistas como Kurt Lischka, Alois Brunner, Ernst Ehlers e Kurt Asche após o fim da Segunda Guerra Mundial.

## Biografia
Beate nasceu em Berlim, em 1939. É a filha única de Helen e Kurt Künzel, um agente de seguros. Seus pais não eram nazistas, entretanto, segundo Beate teriam votado em Hitler. Seu pai foi convocado para servir na infantaria alemã em 1939. No verão do ano seguinte, lutou na França e foi movido para o front ocidental em 1941. No inverno, ele acabou com pneumonia e foi levado de volta à Alemanha, onde foi dispensado e começou a trabalhar como contador. Beate passou vários meses na casa de seu avô, em Łódź, um oficial nazista.
O apartamento em que Beate morava foi bombardeado e parentes em Sandau deram abrigo a ela e sua mãe. Em 1945, seu pai se juntou a elas. A propriedade e a casa onde a família vivia foi tomada pela Polônia e assim eles precisaram retornar para Berlim. Com 14 anos de idade, suas discussões com seus pais eram frequentes, pois eles não se sentiam responsáveis pela ascensão do Nazismo, ainda que lamentassem a perda de bens materiais. Os dois culpavam os soviéticos e não nutriam simpatia pelo sofrimento de outros países durante a guerra.

## Paris
Em 1960, Beate passou um ano em Paris. Beate admite que, na época, ela não entendia muito de política ou de história, mas em Paris ela se viu confrontada pelas consequências e traumas deixados pelo Holocausto. Em 1963, casou-se com o advogado e historiador, Serge Klarsfeld, cujo pai Arno Klarsfeld tinha sido deportado e morto no campo de concentração de Auschwitz em 1943. Foi seu marido quem a ajudou a se tornar consciente sobre os crimes cometidos pelos alemães durante a Segunda Guerra Mundial. O casal teve dois filhos, Arno David (nascido em 1965) e Lida Myriam (nascida em 1973). 
Em 1964, Beate começou a trabalhar como secretária no German-French Youth Office. Após um ano de licença maternidade sem remuneração, após o nascimento do primeiro filho, Beate começou a se interessar pela literatura feminista e a emancipação feminina na Alemanha. No final de 1966, ela se mudou com a família, sua sogra e três membros da família de Serge para um único apartamento.

## Kiesinger
Enquanto Beate e a família se mudavam, Kurt Georg Kiesinger foi escolhido como o novo chanceler alemão por uma coalizão de partidos políticos, a União Democrata-Cristã (CDU) e o Partido Social-Democrata da Alemanha (SPD). Em um artigo de 14 de janeiro de 1967 para o jornal francês Combat, Beate, que era membro do SPD, se posicionou contra a candidatura de Kiesinger, em favor de Willy Brandt. Neste artigo e em outros escritos para o Combat, entre março e julho, ela o acusou de colaborar com os Sturmabteilung. No final de agosto do mesmo ano, Beate foi mandada embora do French-German Youth Office. O casal Klarsfeld entrou na justiça contra a demissão e reforçaram sua oposição ao chanceler em novos artigos.
Seus esforços chamaram a atenção do público para o passado nazista de Kiesinger, que se registrou no partido em fevereiro de 1933 e em 1940 era chefe do departamento de transmissão do Ministério de Relações Exteriores, responsável por influenciar transmissões estrangeiras que favorecessem a política nazista. Também era responsável pela interação como Ministério da Propaganda do Reich. Beate acusou Kiesinger de ser membro da diretoria da Inter Radio AG, que comprou estações de rádio no exterior com o propósito de propaganda.
Kiesinger estaria na dianteira da propaganda anti-semita e de guerra em estações estrangeiras que operavam na Alemanha Nazista, além de ter colaborado com membros da Schutzstaffel (SS), como Franz Six, um dos responsáveis por assassinatos em massa na Europa Oriental. Mesmo sabendo do genocídio contra os judeus, Kiesinger continuou a produzir propaganda anti-semita. Todas as acusações foram feitas com base em documentos publicados por Albert Norden sobre crimes nazistas e prisioneiros de guerra.
Na galeria para o público do plenário em Bonn, Beate gritou "Kiesinger, nazista, renuncie!" e foi presa e solta pouco tempo depois. Segundo os arquivos, ela viajou para Berlim Oriental no final de abril de 1968 a fim de preparar ações contra Kiesinger e obter apoio contra ele no conselho geral da Frente Nacional. Em 9 de abril, ela estava pronta para uma forte oposição no parlamento, escancarando o passado nazista de Kiesinger.
Em 9 de maio, Beata entre vários outros opositores ao novo chanceler deram uma palestra para cerca de 3 mil estudantes da Universidade Técnica de Berlim. Beata prometeu que estapearia Kiesinger publicamente, ainda que os presentes não tivessem levado à sério a ameaça. A palestra terminou com mais da metade do público exigindo a renúncia de Kiesinger.
Como testemunha em um processo, em 1968, Kiesinger alegou que não ouviu falar sobre o extermínio em massa de judeus até 1942 e apenas começou a acreditar nos boatos com relatórios internacionais enviados em 1944. Durante uma conferência do partido da União Democrata-Cristã, em Berlim, em 7 de novembro de 1968, Beata subiu no palco e estapeou Kiesinger, gritando "Nazista, nazista". Em uma entrevista para o Der Spiegel, Beata afirmou que já tinha planos de estapear Kiesinger, querendo representar parte do povo alemão, em especial os jovens, que se opunham a ter um nazista como chefe de governo.

## Condenação
No dia seguinte, Beata foi condenada a um ano de prisão em um apressado julgamento, mas por conta de sua cidadania ser parte francesa, ela não precisava cumprir a sentença na cadeia. Em agradecimento por seu ato, o ganhador do Nobel de Literatura, Heinrich Böll, lhe mandou rosas. Günter Grass, porém, achou o ato de Beata irracional e a criticou abertamente.
Durante uma onda de ações violentas e ataques do movimento estudantil após o julgamento contra Klarsfeld, as janelas do juiz foram atingidas com pedras, que o SDS chamou de "uma resposta adequada a um julgamento de terror sem paralelo". Em 1969, sua sentença foi reduzida para quatro meses de prisão, suspensa por liberdade condicional. Beata justificou novamente sua ação, como uma forma de relembrar os 50 milhões de mortos na Segunda Guerra Mundial para lembrar às futuras gerações das faces dos nazistas.

Beata acreditava que a Alemanha precisava do tapa para provar sua culpa dos seguidores nazistas, vingar soldados russos e jovens soldados alemães, simpatizar com as vítimas dos campos de concentração, lembrar-se da resistência de Manolis Glezos, para se desculpar por ter se aliado ao nazi-fascismo, para se reconciliar com judeus, poloneses e russos e se desculpar com as vítimas dos campos de concentração pela fome, tortura, doença e morte,a glória dos irmãos Scholl,por um antifascismo conjunto, por uma associação "livre do desejo de hegemonia" de "três ou duas" Alemanhas, por "socialismo e paz," pelas outras nações do mundo respeitado e respeito pelas mulheres entre as vítimas de bombardeios e torturas do Holocausto.